# L’Étoile (Somme)
L’Étoile település Franciaországban, Somme megyében. Lakosainak száma 1142 fő (2022. január 1.). L’Étoile Bouchon, Condé-Folie, Flixecourt, Hangest-sur-Somme, Long, Longpré-les-Corps-Saints és Mouflers községekkel határos.

## Népesség
A település népességének változása:
| Lakosok száma | 1270 | 1253 | 1234 | 1194 | 1190 | 1182 | 1175 | 1156 | 1142 |
|               | 2013 | 2015 | 2016 | 2017 | 2018 | 2019 | 2020 | 2021 | 2022 |